# Proanoplomus spenceri
Proanoplomus spenceri är en tvåvingeart som beskrevs av Hardy 1973. Proanoplomus spenceri ingår i släktet Proanoplomus och familjen borrflugor.
Artens utbredningsområde är Vietnam. Inga underarter finns listade i Catalogue of Life.